# Herb Baumeister
Herb Baumeister, właśc. Herbert Richard Baumeister (ur. 7 kwietnia 1947 w Indianapolis, zm. 3 lipca 1996 w Pinery Provincial Park) – amerykański seryjny morderca zwany Dusicielem z autostrady I-70. W latach 1993–1996 zamordował w Indianapolis 11 młodych mężczyzn, a ich zwłoki przechowywał na terenie swojej posiadłości.

## Życie osobiste
Baumeister urodził się w rodzinie o niemieckich korzeniach. Jako dziecko, znosił do domu zwłoki zwierząt, zabitych przez samochody na pobliskiej drodze, a w szkole często wszczynał kłótnie. Gdy był nastolatkiem, zdiagnozowano u niego schizofrenię, ale rodzina odmówiła jego leczenia. Gdy miał 24 lata, ożenił się. Małżeństwo miało trójkę dzieci. Pod koniec lat 70. otworzył dwa sklepy Sav-A-Lot, które prosperowały na tyle dobrze, że w 1991 roku, Baumeister zakupił posiadłość w Westfield, 25 km od Indianapolis i z całą rodziną zamieszkał w niej.

## Zbrodnie
Baumeister był prawdopodobnie skrytym homoseksualistą. Jego żona zeznała śledczym, że przez 25 lat małżeństwa, odbyła z mężem zaledwie sześć stosunków seksualnych, czyli w praktyce tylko wtedy, gdy starali się o dzieci. Ponadto, mężczyzna chorobliwie wstydził się pokazać nago przed małżonką. Baumeister kolekcjonował manekiny, które przebierał w męskie ubrania.
Nigdy nie ustalono, kiedy Baumeister popełnił pierwsze morderstwo. Przyjmuje się, że w maju 1993 roku. Jego ofiarami padali młodzi homoseksualiści, których poznawał w barach dla gejów zlokalizowanych w Indianapolis i w pobliżu autostrady I-70. Wywabiał swe ofiary z lokali, a następnie dusił za pomocą węża ogrodowego. Zwłoki ofiar zwoził na teren swojej posiadłości i tam grzebał.
W 1994 roku, syn Baumeistera podczas zabawy w ogrodzie, odkopał ludzki szkielet. Poinformował o tym matkę, która chciała zawiadomić policję. Baumeister przekonał żonę, by tego nie robiła. Argumentował, że szkielet jest sztuczny i zakopał go w ogrodzie, by zaoszczędzić miejsce w garażu. Kobieta mu uwierzyła.

## Śledztwo i śmierć
Pod koniec 1993 roku policja zorientowała się, że z ulic Indianapolis zniknęło w tajemniczych okolicznościach kilku homoseksualistów. Kilku z zaginionych było widzianych w dniu zaginięcia w towarzystwie mężczyzny o pseudonimie Brian Smart. Jeden mężczyzna zeznał, że Smart usiłował go udusić wężem ogrodowym, ale był silniejszy od napastnika i uciekł. Pod koniec 1994 roku, niedoszła ofiara spotkała napastnika na ulicy i spisała numery rejestracyjne jego samochodu, które przekazała policji. Śledczy namierzyli Smarta, którym był Baumeister i chcieli przeszukać jego posiadłość. Ten odmówił, a sąd z braku dowodów nie wydał nakazu przeszukania. Baumeister przeżył wówczas załamanie nerwowe. Przestał dbać o swoje sklepy, które wkrótce zbankrutowały, a sam popadł w alkoholizm. Był świadom, że policja jest na jego tropie i to sprawiło również, że przestał mordować.
W 1996 roku Baumeister rozwiódł się z żoną i wyjechał na wakacje. Pod jego nieobecność, była małżonka pamiętając o znalezionym dwa lata wcześniej szkielecie, zgodziła się udostępnić posiadłość policjantom. Śledczy odnaleźli łącznie jedenaście ludzkich szkieletów, ukrytych na terenie całej posiadłości Baumeistera. Trzech ofiar nigdy nie udało się zidentyfikować.
Informacja o odnalezieniu zwłok zastała Baumeistera w Kanadzie. Tydzień później, 3 lipca 1996 roku morderca popełnił samobójstwo strzelając sobie w głowę. W liście pożegnalnym napisał, że odbiera sobie życie ze względu na nieudane życie rodzinne. List nie zawierał żadnej wzmianki o popełnionych morderstwach.

## Ofiary Baumeistera
| Lp. | Ofiara             | Wiek | Data            |
| --- | ------------------ | ---- | --------------- |
| 1.  | John Lee Bayer     | 20   | 28 maja 1993    |
| 2.  | Jeffrey Jones      | 31   | 6 lipca 1993    |
| 3.  | Richard Hamilton   | 20   | 31 lipca 1993   |
| 4.  | Manuel Resendez    | 31   | 6 sierpnia 1993 |
| 5.  | Steven Hale        | 26   | 1 kwietnia 1994 |
| 6.  | Allen Broussard    | 28   | 6 czerwca 1994  |
| 7.  | Roger Goodlet      | 34   | 22 lipca 1994   |
| 8.  | Michael Keirn      | 45   | 31 marca 1995   |
| 9.  | Niezidentyfikowany | ?    | 1993–1995       |
| 10. | Niezidentyfikowany | ?    | 1993–1995       |
| 11. | Niezidentyfikowany | ?    | 1993–1995       |